# Papirus 24
Papirus 24 (według numeracji Gregory-Aland), oznaczany symbolem {\displaystyle {\mathfrak {P}}^{24}} – grecki rękopis Nowego Testamentu pisany na papirusie, w formie kodeksu. Paleograficznie datowany jest na IV wiek. Zawiera fragment Apokalipsy św. Jana.

## Opis
Zachowały się jedynie fragment kodeksu z tekstem Apokalipsy 5,5-8; 6,5-8. Tekst pisany jest uncjałą.

## Tekst
Tekst grecki reprezentuje aleksandryjski typ tekstu (niezależny), Kurt Aland zaklasyfikował go do kategorii I. Tekst bliski jest dla {\displaystyle {\mathfrak {P}}^{18}}, {\displaystyle {\mathfrak {P}}^{47}} i Kodeksu Synajskiego. Bliższy jest dla kodeksu Synajskiego niż Kodeksu Watykańskiego, na osiem wariantów cytowanych przez Hunta w sześciu zgadza się z Sinaiticus, a w czterech z Vaticanus.

## Historia
Rękopis odkryty został w Oksyrynchos przez Grenfella i Hunta, którzy opublikowali jego tekst w 1914 roku. Na liście rękopisów znalezionych w Oksyrynchos znajduje się na pozycji 1230. Ernst von Dobschütz umieścił go na liście rękopisów Nowego Testamentu, w grupie papirusów, dając mu numer 24.
Obecnie przechowywany jest w bibliotece Andover Newton Theological School (Franklin Trask Library, OP 1230) w Newton (Massachusetts).